# ジェイムズ・クリントン
ジェイムズ・クリントン（英: James Clinton、1736年8月9日-1812年9月22日）は、アメリカ独立戦争のときの大陸軍軍人で少将にまで昇進した。

## 生い立ちと家族
クリントンはニューヨーク植民地アルスター郡の現在はオレンジ郡の一部になっている所で生まれた。クリントンの祖父はオリバー・クロムウェルのニュー・モデル・アーミー（新式軍）の兵士であるジェイムズ・クリントンだった。父はアイルランド在住の英国人でアメリカに移住し、フレンチ・インディアン戦争では大佐を務めたチャールズ・クリントン（1690年–1773年）だった。弟はジョージ・クリントン（1739年-1812年）であり、1777年から1795年までニューヨーク州知事、1805年から1812年までアメリカ合衆国副大統領を務めた。クリントンは古いオランダ系家族の娘メアリー・デウィットと結婚し、その次男は後にニューヨーク州知事を務めたデウィット・クリントンである。

## フレンチ・インディアン戦争
クリントンの軍歴はフレンチ・インディアン戦争で始まっており、1757年に少尉で任官し、1759年には大尉に昇った。1758年、1個中隊を指揮して父の大佐や弟のジョージ（中尉）と共に、ジョン・ブラッドストリート将軍がフロンテナック砦（現在のオンタリオ州キングストン）を占領した戦いに参戦した。クリントン兄弟はフランスの艦船を捕獲する時に重要な役割を果たした。
クリントンは軍隊に留まり、1763年に戦争が終わるまでフロンティアの様々な基地に駐屯した。その後軍務を退き、メアリー・デウィットと結婚した。

## アメリカ独立戦争
アメリカ独立戦争のとき、クリントンは第3ニューヨーク連隊の大佐に任官され、1775年にはリチャード・モントゴメリー准将のカナダ侵攻作戦に参戦したが、この作戦は失敗に終わった。1775年3月、クリントンは第2ニューヨーク連隊を指揮するようになり、その後の8月には大陸軍の准将に昇進した。
この戦争の大半で北部方面軍に属し、ニューヨーク邦のフロンティアで働いた。1777年のサラトガ方面作戦のときは、ハドソン・ハイランズのクリントン砦を指揮した。イギリス軍の指揮官ヘンリー・クリントン将軍がサラトガで苦境に陥ったジョン・バーゴイン将軍の軍隊を救出するために動いたとき、これを阻止することには成功したが、クリントンの部隊はクリントン砦とモントゴメリー砦を保持することができなかった。

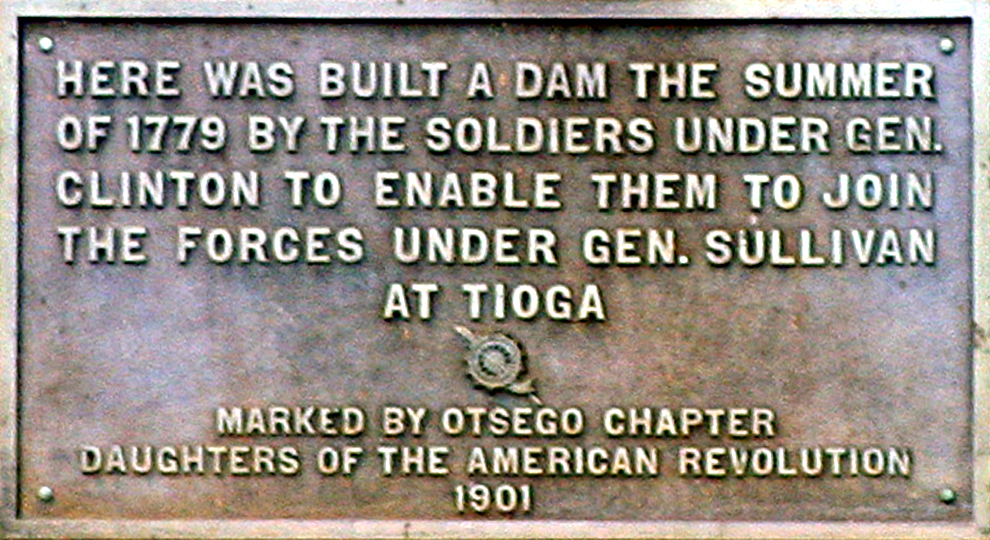
クリントン将軍のダムがあった場所にある記念碑の銘板

1779年、クリントンはサスケハナ川を下る遠征隊を率いた。このときオチゴ湖の水源にダムを作って、湖の水位を上げた後にダムを壊して下流の数マイルに水を溢れさせ上流を航行可能にした。この出来事はジェイムズ・フェニモア・クーパーの小説『ザ・パイオニアズ』の導入部で語られている。その後ニューヨーク邦ティオガ（現在のペンシルベニア州アセンズ）でペンシルベニア邦イーストンから行軍してきていたジョン・サリバン将軍の軍隊と落ち合った。彼らは共に8月29日に、現在のニューヨーク州エルマイラ近くでのニュータウンの戦いでロイヤリストをイロコイ連邦インディアンの連合部隊を破った。これが「サリバン・クリントン方面作戦」あるいはサリバン遠征と呼ばれるようになった。
1780年、クリントンは一時的に大陸軍北部方面軍を指揮した。1781年10月にはその旅団を率いてジョージ・ワシントン将軍の本隊に合流しヨークタウンの戦いに参戦した。

## 戦後
戦後、クリントンは文民として、ニューヨーク邦とペンシルベニア邦の境界を定義する任務に就き、アメリカ合衆国憲法を批准するためのニューヨーク邦会議には代議員として参加した。クリントンは1812年12月22日にニューヨーク州リトルブリテンで死んだ。弟のジョージが死んだ（1812年4月20日）のと同じ年だった。